# Schlitz (Fluss)
Die Schlitz ist ein 13,3 km langer, linksseitiger bzw. südwestlicher Zufluss der Fulda in den osthessischen Landkreisen Fulda und Vogelsberg in Deutschland. Zusammen mit ihrem längsten Quellfluss, der Altefeld, ist sie 43,3 km lang.

## Name
Das Gewässer wurde schon im Jahr 812 als Slitese fluv erstmals urkundlich erwähnt. Der Name leitet sich wahrscheinlich vom althochdeutschen Wort *slītan für „gleiten“ ab und nahm wohl Bezug auf die Fließgeschwindigkeit.

## Verlauf

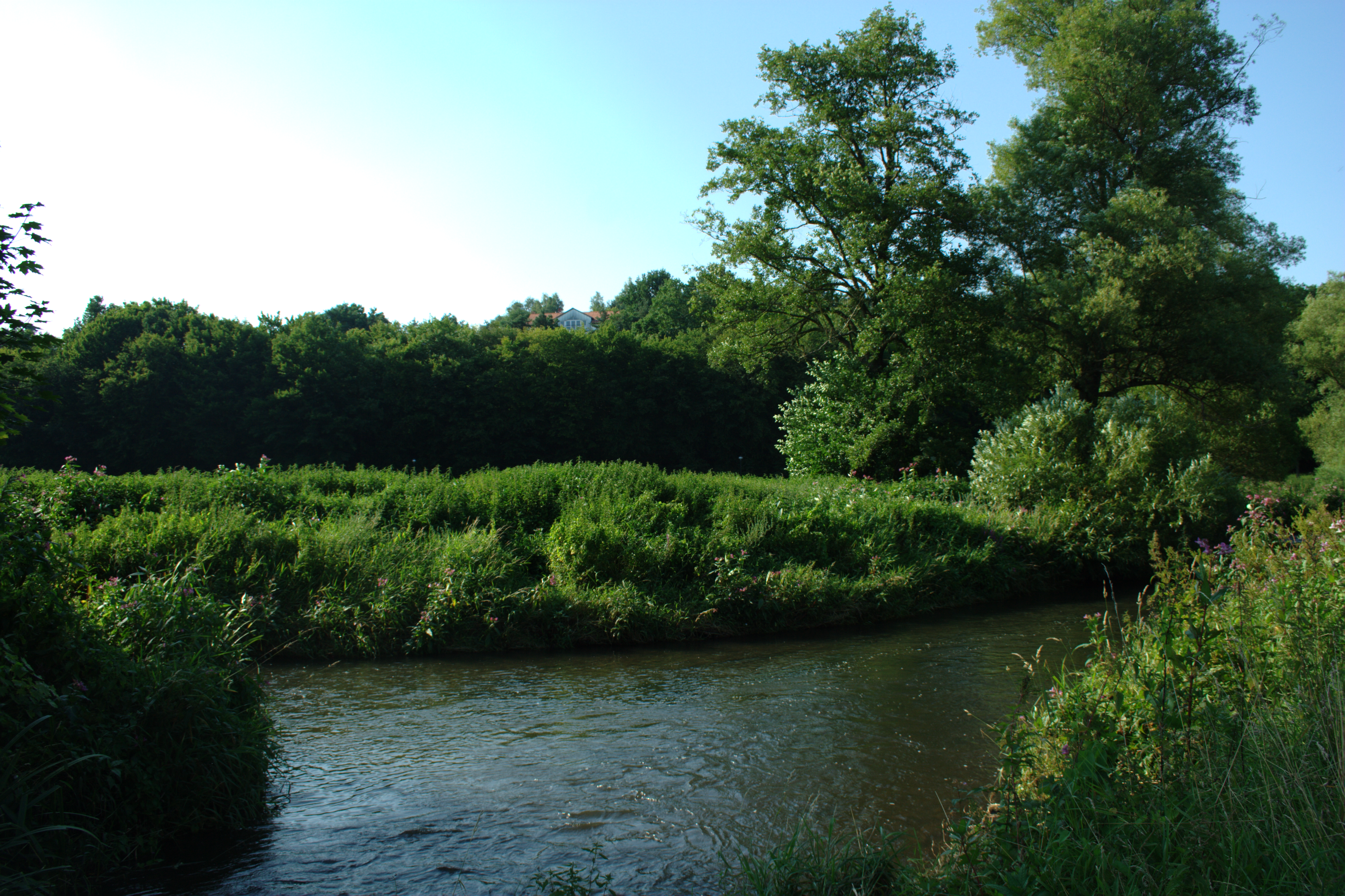
Zusammenfluss von Lauter (links) und Altefeld (vorne) zur Schlitz

Die Schlitz entsteht in Bad Salzschlirf im Landkreis Fulda durch den Zusammenfluss der aus Richtung Westen kommenden Lauter und der von Süden heranfließenden Altefeld auf 238,7 m ü. NN. Von dieser „Flusshochzeit“ an fließt sie nordostwärts in den Vogelsbergkreis und darin jeweils unmittelbar vorbei an Ützhausen, Nieder-Stoll und Bernshausen. Auch die Stadt Schlitz nur direkt passierend mündet sie auf etwa 218 m ü. NN in die Fulda.

## Nebenflüsse
Wie auch die anderen im Hohen Vogelsberg entspringenden Flusssysteme, allen voran Ohm und Nidda, läuft die Schlitz aus mehreren Quellarmen von annähernd gleicher Größe zusammen. Es sind, von Nord nach Süd aufgeführt:
- Brenderwasser (mündet in die Lauter; 20,3 km; mit Lauter- und Schlitz-Unterlauf 42,7 km)
- Lauter (linker Quellfluss; 27,9 km; mit Schlitz-Unterlauf 41,1 km)
- Eisenbach (mündet in die Lauter; 16,4 km; mit Lauter- und Schlitz-Unterlauf 44,8 km)
- Alte Hasel (mündet in die Altefeld; 18,4 km; mit Altefeld- und Schlitz-Unterlauf 44,2 km)
- Altefeld (rechter Quellfluss; 30,1 km; mit Schlitz-Unterlauf 43,3 km)

Der längste Fließweg der Schlitz mit rund 46 Kilometern geht über Ellersbach, Alte Hasel, Altefeld und Schlitz. Der Ellersbach entwässert auch mehr Einzugsgebiet als die Alte Hasel oberhalb seiner Mündung, indes ist sein namentlicher Lauf mit rund 5 Kilometern vergleichsweise kurz. Nach Messreihen zwischen 1961 und 1990 führt der Teilarm Alte Hasel/Altefeld (1,523 m³/s auf den 88,49 km² bis zum Zusammenfluss, Mq=17,2 l/s km²) minimal mehr Wasser als der nördlichere Teilarm Brenderwasser/Lauter/Eisenbach (1,499 m³/s auf den 100,33 km² bis zur Brenderwasser-Mündung, Mq=14,9 l/s km²).
In der folgenden Tabelle sind, im Uhrzeigersinn und damit abermals von Nord nach Süd geordnet, die wichtigsten Flüsse im Flusssystem der Schlitz aufgeführt. Ein Vergleich der jeweiligen Längen und Einzugsgebiete von Nebenfluss und Vorfluter bis zur Einmündung des ersten macht deutlich, dass die vier oben aufgeführten Zuflüsse (durch schwächere Einfärbungen hervorgehobene Zeilen) in etwa gleiches Gewicht im Flusssystem haben wie ihr Vorfluter, was auch für den (kurzen) Ellersbach gilt; der nominelle Vorfluter hat allenfalls den Vorzug des durchgehenden Namens, nicht den größerer hydrologischer Bedeutung. WRRL Hessen folgend ist hierbei die Folge Altefeld–Schlitz als nomineller Hauptstrang des Schlitz-Systems angesetzt und aufgeführt (stark eingefärbte Zeile).

(Zur besseren Übersicht bzw. zur Sortierung flussabwärts sind in die DGKZ-Ziffern hinter das Präfix 424 der Schlitz Bindestriche eingefügt)
| Name                  | Vorfluter     | Lage   | Länge [km] | Mündung auf Vorfluter- km | Einzugs- gebiet [km²] | Vorfluter- EZG oberhalb [km²] | DGKZ    |
| --------------------- | ------------- | ------ | ---------- | ------------------------- | --------------------- | ----------------------------- | ------- |
| Sengelbach            | Schlitz       | links  | 5,9        | 40,2                      | 11,452                | 296,968                       | 424-96  |
| Maar                  | Brenderwasser | links  | 4,9        | 19,2                      | 12,219                | 37,371                        | 424-426 |
| Bornwasser            | Brenderwasser | links  | 0.7        | 14.1                      | 8.078                 | 17.718                        | 424-424 |
| Brenderwasser         | Lauter        | links  | 20,4       | 18,8                      | 53,046                | 47,284                        | 424-42  |
| Lauter                | Schlitz       | links  | 27,9       | 30,1                      | 136,58                | 135,222                       | 424-4   |
| Eisenbach             | Lauter        | rechts | 18,2       | 14,5                      | 21,863                | 15,92                         | 424-414 |
| Rudloser Bach         | Lauter        | rechts | 6,7        | 22,7                      | 8,004                 | 116,118                       | 424-46  |
| Mühlenbach            | Altefeld      | links  | 7,5        | 28,7                      | 14,814                | 118,119                       | 424-36  |
| Schalksbach           | Alte Hasel    | links  | 6,0        | 11,9                      | 6,238                 | 32,197                        | 424-26  |
| Eichhölches-Wasser    | Alte Hasel    | links  | 6,8        | 10,7                      | 7,627                 | 22,396                        | 424-24  |
| Ellersbach            | Alte Hasel    | links  | 5,0        | 3,2                       | 5,116                 | 4,643                         | 424-22  |
| Alte Hasel            | Altefeld      | links  | 18,5       | 17,6                      | 47,135                | 41,355                        | 424-2   |
| Prinzenbach           | Altefeld      | links  | 5,8        | 16,8                      | 9,264                 | 31,679                        | 424-18  |
| Haselbach             | Altefeld      | links  | 5,0        | 7,3                       | 6,166                 | 13,522                        | 424-14  |
| Altefeld bzw. Schlitz | Fulda         | links  | 43,3       | 65,7                      | 314,572               | 826,136                       | 424     |

Aus der Altefeld/Schlitz-Zeile ist ersichtlich (siehe EZG-Spalten), dass das Einzugsgebiet der Fulda durch den Zufluss der Schlitz um immerhin 38 % ansteigt.